# Мотазед, Али
Али Мотазед (перс. علی معتضد‎) Бывшее имя Али Нахджири Исфахани (перс. علی نخجیری اصفهانی‎), заместитель главы САВАК во время правления Мохаммада Резы Пехлеви.
Али Мотазед провел свои начальные и средние школьные годы в Исфахане и средней школе Незам. В 1934 году он поступил в офицерское училище и в 1937 году его окончил в звании подпоручика по артиллерийской части. Мотазед служил в штабе армии до тех пор, пока Пакраван не возглавил САВАК, после чего он был назначен в САВАК и стал главой службы внешней разведки САВАК. Он оставался на этой должности на протяжении 1960-х годов. 8 июня 1978 года, когда Нематоллу Нассири сменил Нассер Могаддам, он ушел с поста заместителя САВАК и был направлен послом в Сирию.